# Tribus kurdes
La nation kurde est caractérisée par un fractionnement en tribus. Celles-ci sont des fédérations de familles, qui s'identifient par une origine ancestrale commune. Les Kurdes se définissent pendant longtemps comme appartenant d'abord à leur tribu, à laquelle va en priorité sa loyauté et sa fidélité.
En dépit d’une urbanisation rapide et de l’apparition de nouvelles formes d’action urbaines, les tribus restent d’importants acteurs de l’espace politique kurde. Elles peuvent être en même temps des acteurs nationaux et des acteurs transfrontaliers à l’échelle régionale. Elles constituent une composante permanente bien que constamment restructurée de l’espace politique kurde.

## Le phénomène tribal au Kurdistan
L’ethnie kurde est caractérisée par une grande hétérogénéité, une pluralité de sous-groupes ethniques ; ceux dotés d’une identité kurde sans ambiguïté sont entourés de groupes périphériques plus ambivalents, dont l’identité kurde n’est qu’une option parmi d’autres. Les groupes tribaux (ashiret, eshîr, êl, hoz) se différencient des paysanneries non tribales (qui se définissent le plus souvent comme kurmanc), même si aujourd’hui ces deux ensembles ont tendance à se regrouper dans une même identité ethnique kurde. La société kurde est une mosaïque dont chacune des composantes n’est pas intégrée à l’ensemble de la même manière et dont les frontières avec l’extérieur peuvent occasionnellement varier.

### Origines et caractéristiques du tribalisme kurde

#### Le semi-nomadisme kurde
Pendant des siècles, l'élevage est l'activité principale dans les montagnes du Kurdistan. L'utilisation des pâturages, les longs déplacements à travers une nature assez inhospitalière, le semi-nomadisme (koçertî), la nécessité de protéger les troupeaux ont forgé un esprit communautaire, très solidaire, méfiant envers tout ce qui vient de l'extérieur, encore renforcé par les liens du sang. C'est ainsi que l'on explique généralement le développement et la pérennité du tribalisme dans la société kurde,.
Chaque tribu possède ses stations d'été, hevar, kostan ou zozan, sur lesquelles elles font paître les troupeaux, et leurs stations d'hiver, les germiyan ou ziving.

#### Structures et autorités
Les tribus possèdent leur propre système de valeurs, destiné à garantir leur auto-conservation. Ceci implique qu'elles pratiquent toutes l'endogamie. L'individu se rapporte au référentiel de sa tribu. Il est d'abord membre de telle tribu, puis musulman, yézidi ou chrétien, et seulement ensuite kurde. La tribu fonctionne comme une sorte de proto-État : elle assure les fonctions de production, de gestion, d'ordre interne, de justice, de sécurité intérieure,.
En conséquence, les tribus ont leurs propres structures, hiérarchies, leurs chefs et leurs autorités. La tribu est en général composée de plusieurs clans (taife, bar, tira, bavik), qui sont eux-mêmes divisés en hoz, khel ou bnamal. Le chef de la tribu est souvent un beg (seigneur). Le chef de clan est l'agha. Il existe d'autres formes d'autorité dans la tribu : d'une part les chefs religieux, les cheikhs, melleh et seyyid, et, d'autre part, les conseils d'anciens, les rispî ou rûspî (littér. barbes blanches),. À la mort d'un beg, le fils aîné devient son successeur. En cas d'absence d'héritier mâle, une femme peut devenir chef de tribu, du moins dans certaines tribus. En cas d'absence d'héritier, les rispî élisent un nouveau beg.
L'autorité des chefs de tribus est quasiment illimitée. Ils règlent toutes les affaires de litige et ont la prérogative d'approuver ou de refuser les mariages. À l'intérieur de la tribu et des clans, on distingue encore trois groupes : le chef et ses parents, le groupe formé par les xulam ou khulam (les serviteurs qui ont différentes fonctions), et ensuite l'ensemble des autres membres.
Sur le plan économique, la terre est originellement la propriété collective de la tribu, mais il existe aussi des formes de propriétés privées, parfois très inégales, sur les terres et surtout sur les animaux d'élevage ou de trait. Les chefs de la tribu reçoivent une partie des produits agricoles des membres de la tribu. L'économie des tribus, basée sur l'élevage, comprend aussi les activités de transformation des produits (menuiserie, tissage, forge), qui permettent ensuite le développement du commerce, essentiellement par troc. Toutefois, à partir du XIXe siècle, les tribus ont tendance à peu à peu se sédentariser, et les échanges par troc à se monétariser.

### Tribus et principautés kurdes

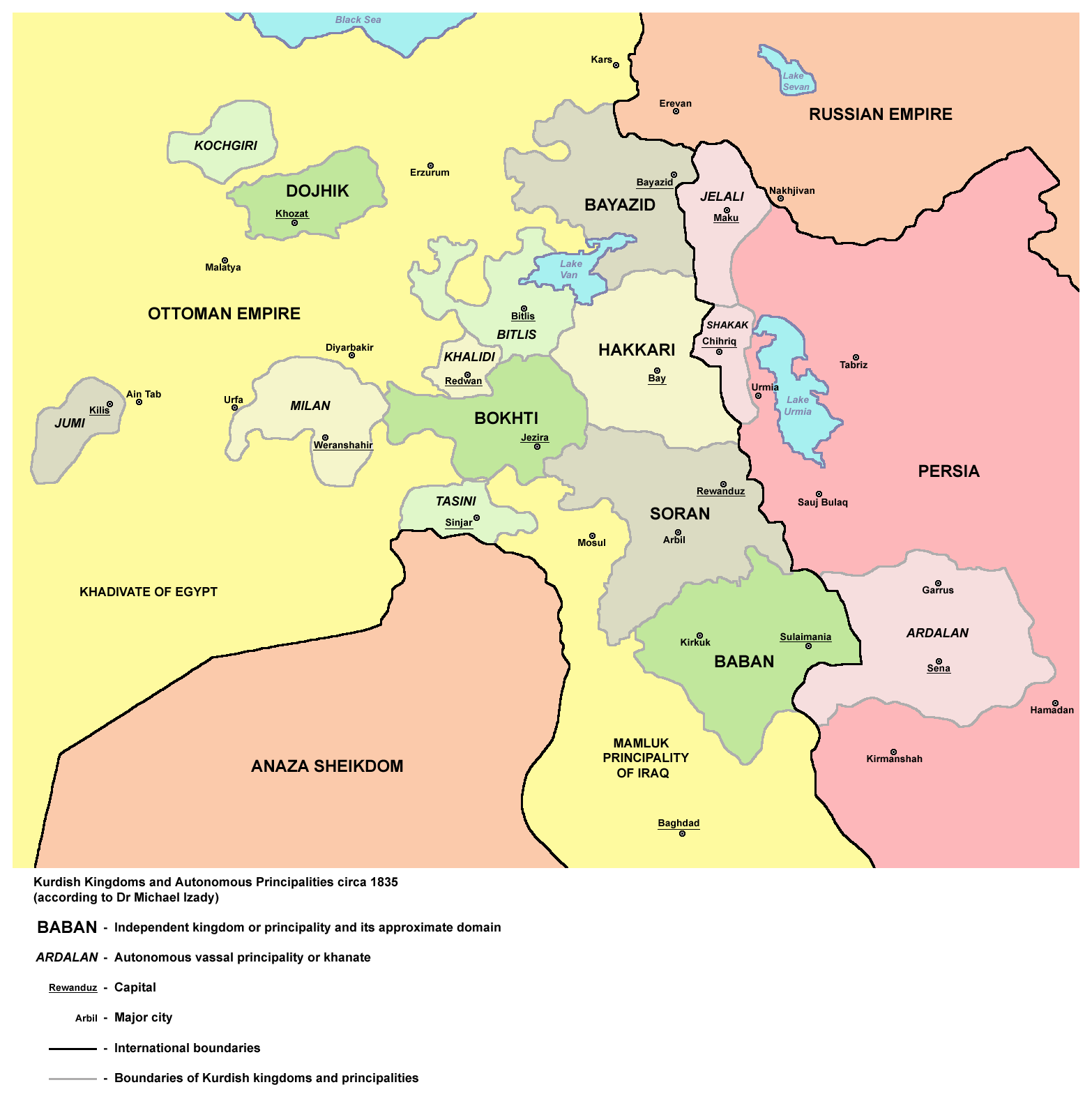
Les principautés kurdes vers 1835.

Dans l’Empire ottoman et en Perse, le territoire des Kurdes est longtemps administré indirectement sous la forme de principautés tributaires semi-autonomes (émirats), comme le Botan, le Soran, le Bahdinan, le Baban ou le Hakkarî. Ces principautés constituent d'ailleurs des instances de pouvoir qui se fondent directement sur des confédérations de tribus, dirigées par des dynasties héréditaires officiellement reconnues par les États (ottoman, séfévide et qajar). Chaque principauté est alors organisée comme une unité administrative ottomane séparée et les pouvoirs administratifs sont en majeure partie ou entièrement délégués aux princes. Certaines principautés versent une somme forfaitaire en impôts, d'autres même pas. La seule obligation pour toutes les principautés envers l'État ottoman est d'assurer le service militaire lors de toute campagne dans la région. Il n'est pas étonnant de constater que les principautés autonomes se trouvent dans les régions les plus périphériques ou montagneuses, où la collecte des impôts est de toute façon très difficile. Les régions de production agricole proches des centres urbains sont administrées directement par des gouverneurs nommés par le pouvoir central ou par d'autres. Bitlis est la seule des grandes principautés kurdes à avoir eu une position stratégique importante sur une grande route commerciale et à avoir compté en son sein une communauté très importante d'artisans et de commerçants.
Les grandes tribus nomades ont alors un statut semblable à celui de petites principautés, c'est-à-dire une large autonomie ; la tâche de collecter tous les impôts confiée au chef de la tribu qui reverse à l'État une somme forfaitaire. Ni les principautés ni les grandes tribus nomades ne sont des créations de l'État ottoman au sens propre. Elles existent déjà lors des premiers relevés fiscaux. Cependant, le fait qu'elles sont reconnues et reçoivent une délégation de pouvoir de l'État ottoman fixe l'état de choses existant dans la périphérie kurde et les renforce en tant qu'unités politiques.
Il faut signaler que la politique des Séfévides envers les tribus est différente de celle des Ottomans. Alors que ces derniers consolident les formations tribales qui consentent à collaborer avec eux, les Séfévides essaient, et souvent réussissent, à forger de nouvelles grandes unités tribales à partir de nombreux petits groupes disparates d'origine hétérogène. Dans le cas des Kurdes, le cas le plus spectaculaire de la constitution d'une telle tribu par l'État central est celui des Chamishkazaklu qui auraient rassemblé quelque 40 000 familles originaires d'Anatolie et du Caucase et que Shah Abbas installe dans le Khorassan-nord vers 1600 pour protéger la frontière de l'Iran contre les incursions des Ouzbeks. Ils sont administrés par un « Ilkhani » nommé par l'État ; plus tard, ils vont se diviser en trois « il », chacun administré par un « Ilkhani ». Celui-ci est nommé dans un premier temps par le Shah, mais la transmission de la fonction va vite devenir héréditaire.

## Les États modernes et les tribus
Dans les années 1880, à la suite de l'écrasement de la dernière grande révolte kurde du XIXe siècle, celle du Cheikh Ubeydullah, il ne reste plus d’entités autonomes ou semi-autonomes kurdes. L’avènement du centralisme à travers une politique de réformes, dans les deux Empires ottoman et perse à la fin du XIXe siècle, a liquidé le pouvoir des princes et, paradoxalement, va renforcé celui des chefs de tribus. En effet, les princes kurdes sont remplacés par des gouverneurs ottomans. Comme ceux-ci n'ont pas la légitimité traditionnelle nécessaires pour garder sous contrôle les populations de leur district, ils vont céder une grande part d'autonomie à ceux qui disposent de cette légitimité traditionnelle : les chefs religieux (cheikhs chez les Sunnites, dede chez les Alévis), féodaux (aghas), et, surtout, les chefs des tribus. Ceux-ci voient alors leur pouvoir s’accroître et ils deviennent donc de fait des autorités intermédiaires, qui forment en fait un écran entre les individus et l'État. D'une manière inattendue, la modernisation des structures étatiques renforce le rôle des tribus kurdes, qui vont constituer le réel contre-pouvoir face à la bureaucratie ottomane.
Par rapport à l'ensemble de la nation kurde, le système tribal est un générateur de conflits permanents. La moindre offense ou provocation appelle une riposte décidée par les chefs de la tribu concernée. Pour cette raison, le tribalisme joue pendant longtemps un rôle qui empêche le développement d'un nationalisme kurde, nécessitant la reconnaissance d'une identité unitaire. La tribu est l'entité envers laquelle les Kurdes affirment en priorité leur loyauté, bien plus qu'à la patrie ou à la nation. Le phénomène se vérifie particulièrement lors des révoltes kurdes du XXe siècle, aussi bien au Kurdistan turc qu'irakien : les sympathies tribales font pencher le parti pris politique, soit du côté de la rébellion, soit du côté du gouvernement.

### Le cas de l'Irak et du Kurdistan méridional
Au début des années 1960, les nationalistes kurdes engagent une guérilla contre le gouvernement central. Dans cette lutte les deux parties mobilisent des tribus kurdes l'une contre l'autre dans un système compliqué d'alliances et d'oppositions. Des dirigeants de plusieurs grandes tribus prennent une part active dans le mouvement kurde (jouant le rôle d'un État), tandis que d'autres coopèrent avec le gouvernement et organisent même au sein de leurs tribus des milices pro-gouvernementales.
Même avant que n'éclatent en 1961 les premiers heurts entre les nationalistes kurdes et les unités de l'armée irakienne, les relations entre les Barzani et les tribus voisines, et surtout leurs rivaux traditionnels, les Zibari, les Baradost et les Lalan, s'étaient rapidement détériorées et des combats avaient eu lieu. Le retour de 850 combattants Barzani de leur exil en URSS va modifier l'équilibre des forces et est ressenti comme une menace par les tribus voisines. Lorsque Mostefa Barzani et le PDK entrent ouvertement en guerre contre le gouvernement central, celui-ci soutient activement les tribus hostiles aux Barzani et va les utiliser comme mercenaires dans la lutte contre la guérilla. Au départ, les Barzani et leurs opposants kurdes mènent la guerre comme une guerre tribale traditionnelle ; des deux côtés il n'y a pas d'organisation militaire formelle. À partir de 1963, le gouvernement tente d'imposer une certaine forme d'organisation aux forces armées tribales en les incorporant dans la structure du commandement militaire comme régiments de cavalerie irrégulière (al-Fursan). Les tribus acceptent avec joie les armes et le salaire que le gouvernement leur offre, mais leur participation au conflit continue à dépendre davantage de leurs propres rapports avec Barzani (et avec les tribus alliées à Barzani) que des décisions politiques du gouvernement central. Les tribus qui entrent dans les Fursan (appelées jash- «bourricots» par les nationalistes) ne sont pas toujours hostiles au mouvement nationaliste et à ses alliés tribaux, et des cas où les nationalistes reçoivent des armes et des munitions fournies en cachette par les tribus jash sont courants. Sur le plan général, on observe la consolidation de ces tribus et du rôle dirigeant des chefs avec qui le gouvernement traite. Ces régiments de milices sont en effet traités de façon collective : les armes, l'argent, les ordres sont transmis par les chefs. Cela a pour effet de renforcer le contrôle des chefs sur leurs tribus.
Pendant la guerre Iran-Irak (1980-1988), une partie considérable de la population kurde est incorporée dans des milices, qui se substituent au service militaire, permettant à des jeunes hommes d'éviter le front. Les commandants des milices (appelés mustashar « conseiller ») reçoivent des armes et les salaires pour tous leurs hommes, et bénéficient d'une certaine autonomie. Là aussi, les tribus et plus précisément leurs chefs voient leur pouvoir se renforcer.
Toutefois, l'exode rural et la modernisation entraîne un déclin de l'appartenance tribale au Kurdistan irakien, particulièrement dans les régions de Mossoul et de Kirkourk. En 1960, 60 % des Kurdes irakiens affirment leur filiation tribale. En rebranche, en 1989, ils ne sont plus que 20 % à la nommer.

### Le cas concret de la Turquie et du Kurdistan septentrional
Dans les années 1890, le gouvernement central a établi son autorité en s’appuyant sur certaines tribus kurdes enrôlées dans les bataillons des Hamidiés. Sous la République kémaliste, le gouvernement turc a clairement profité des antagonismes entre les tribus kurdes lors des révoltes qui ont eu lieu entre 1923 et 1938. La cause principale de l'échec de toutes ces révolte est d'ailleurs leur incapacité à se trouver un caractère unitaire.

#### Les régiments hamidiés
Le prototype des milices tribales kurdes sont les régiments hamidiés, créés en 1891 sous le règne du sultan Abdülhamid II, sur le modèle des cosaques russes. Les Ottomans embrigadent certaines tribus kurdes sunnites pour former des régiments de cavalerie irréguliers commandés par leurs propres chefs tribaux. Un régiment compte de 500 à 1150 hommes. Les régiments hamidiés restent hors de la structure de commandement de l'armée régulière, mais tous les commandants de ces régiments sont placés sous l'autorité de Zéki Pacha, commandant du 4e corps d'armée basé à Erzincan. La tâche des Hamidiés consiste à protéger la frontière contre les incursions russes et à garder sous contrôle la population arménienne des provinces orientales de l'Empire. Les Hamidiés jouissent d'un haut degré d'immunité légale. Ni l'administration civile, ni même la hiérarchie militaire régulière n'ont d'autorité sur eux et aucune cour n'est compétente pour juger des crimes commis par leurs membres, de sorte que les régiments deviennent pratiquement des unités indépendantes. Leurs commandants peuvent non seulement consolider leur contrôle sur leurs propres tribus mais également l'étendre aux tribus voisines. Les régiments hamidiés seront démantelés par le régime des Jeunes Turcs qui en 1909 renverse le sultan Abdulhamid mais quelques années plus tard ils sont reconstitués sous un autre nom. Des régiments formés de tribus kurdes prendront part à la Première guerre mondiale et disparaissent avec l'Empire ottoman après la guerre.

#### Les tribus, l'État turc et le Parti des travailleurs du Kurdistan
À partir d'avril 1985, le gouvernement turc, confronté à la lutte armée de libération nationale lancée en 1984 par le Parti des travailleurs du Kurdistan, va à nouveau tirer profit de ces antagonismes tribaux. Il constitue un vaste réseau de contre-insurrection en s'appuyant sur certaines tribus et en recrutant 75 000 « protecteurs provisoires de village » (geçici köy korucuları), qui seront payés et armés par l'État. Peu à peu, les habitants des villages vont se retrouver devant un choix crucial : soit ils acceptent de devenir « protecteurs provisoires de village », soit ils acceptent de devenir des cibles de la répression et donc, à terme, de devoir quitter leur village. Car, en réalité, la liberté de décision est très relative : en décembre 1987, 27 villageois de la tribu Oramar, considérée par le gouvernement comme favorable au PKK, sont massacrés à Yüksekova pour avoir refusé de fournir un contingent de miliciens. D'autres villages, considérés comme pro-PKK, ont été victimes de représailles pour avoir refusé de s'engager dans cette milice (notamment à Gere-Cevrimli (province de Siirt) et à Bahçesaray (province de Van). Dans ces conditions, il n'est pas étonnant que l'effectif de ces milices, armées et rémunérées par l'État, atteigne bientôt 100 000 hommes,.
Les fonctionnaires chargés du recrutement et de l’engagement savent qu'en gagnant un chef de tribu, ils gagnent sa tribu entière. Pour cette raison, ils se montrent peu regardant quant au passé judiciaire des futurs supplétifs. Ainsi, le cas de Tahir Adiyaman, chef de la tribu des Jîrkî (tribu établie dans la province de Hakkari) est éloquent : bien qu'il soit établi qu'il a autrefois assassiné huit militaires turcs, il est engagé comme commandant régional des « protecteurs provisoires de village ». En renforçant le pouvoir du chef de tribu, l'État consolide l'organisation tribale comme pour mieux exercer son contrôle sur les villages. D'autres, comme le clan Bucak de Siverek, qui dispose déjà d'une armée privée de plusieurs milliers d'homme, deviendra encore plus riche et plus puissant : dans les années 1990, il obtiendra un soutien de l'État d'environ un million de dollars par mois pour combattre militairement le PKK. On assiste alors à un étrange phénomène, qui voit une concurrence entre l'État et le PKK pour se gagner les différentes tribus, puis à une polarisation entre des tribus favorables au gouvernement et celles favorables au PKK. La situation se complique encore quand de nombreux paysans favorables au PKK s'engagent dans les milices de korucu afin de pouvoir rester dans leur village, tout en continuant secrètement à soutenir l'organisation,. C'est pour ces raisons que, lors de son quatrième congrès, tenu en 1990, le PKK décidera d'éviter autant que possible les affrontements avec les « protecteurs provisoires de village ».

##### Les tribus dans le système électoral
La retribalisation de la population kurde en Turquie n'est pas uniquement due au système de « gardiens de village ». Ce processus commence bien avant que ce système ne soit mis en place. Aux lendemains de la Deuxième guerre mondiale, la Turquie adopte un système d'élections libres où le mode de scrutin est régional. Il devient alors impératif pour les partis politiques en compétition d'avoir une solide représentation à la base. Dans les provinces habitées par les Kurdes, les candidats des grands partis sont fréquemment les chefs de tribu eux-mêmes ou bien leurs représentants. L'affiliation à un parti politique présente bien des avantages pour les chefs de tribus : clientélisme, investissements, contrats gouvernementaux, rôle d'avocats des intérêts locaux, échanges de services. De ce fait, les partis politiques trouvent de nombreux chefs de tribus désireux de les rejoindre quel que soit leur programme politique. Les chefs qui sont en conflit ou en rivalité entre eux adhèrent à des partis différents, mais ces adhésions masquent à peine un prolongement des conflits et rivalités des tribus. Les élections sont l'occasion de redistribuer d'importantes ressources au niveau provincial et local sous la forme de subsides de l'État. Aucune tribu n'étant suffisamment importante en nombre pour envoyer un député au parlement, des jeux d'alliances entre tribus pour former une coalition électorale sont courants. Cette situation renforce les solidarités tribales, et impose même un contrôle strict : tous les membres de la tribu doivent expriment leur solidarité aux urnes. Le comportement des électeurs dans les provinces à population kurde reste ainsi très longtemps indépendant, dans une large mesure, des programmes politiques officiels des partis. Il arrive que les chefs changent de parti en entraînant avec eux leurs alliés et partisans, ce qui amène leurs rivaux à changer également de parti. Ainsi, le système électoral a renforcé la société tribale qui a su s'adapter pleinement aux formes d'une politique moderne.

## Liste des principales tribus kurdes
Les tribus kurdes étant plus anciennes que les frontières des États modernes, il n'est pas possible de les classer suivant ce critère. En effet, beaucoup de tribus chevauchent les frontières. On trouve ainsi des Torî et des Omerî des deux côtés de la frontière turco-syrienne. On trouve des Djelalî (Celalî) au Kurdistan nord, en Iran et en Arménie. Il est donc plus pertinent de tenter un classement suivant un recoupement basé sur les régions historiques et traditionnelles, en tenant compte du fait que certaines tribus se retrouvent aussi dans plusieurs de ces régions,.
On observe aussi que, au cours des quatre derniers siècles, certaines tribus disparaissent alors que de nouvelles apparaissent. De nombreuses tribus importantes semblent s'être remarquablement conservées à travers le temps. Cependant, elles ont subi des variations considérables, aussi bien numériquement que géographiquement, et il est peu probable, par exemple, que la tribu des Milli ou celle des Jaf des années 1950 ressemblent véritablement à la tribu du même nom qui existait en 1859 ou en 1992.

### Région d'Amed(Diyarbakir)
- Amedî
- Atmankî
- Berîtan

### Région deBedlîs(Bitlis)
- Mizurî ou Mezûrî (s'étend jusque dans la région d'Ourmya)
- Motkî

### Région deBohtan
- Balak
- Berwarî
- Bilikî
- Brûkî (ou Brûkan)
- Ertûșî (ou Ertoshi ; vaste confédération de tribus dont les branches s'étendent au Behdînan et aux Zagros)
- Garisî
- Gewda
- Goyan (Guyî)
- Jîrkî
- Koçer, Kocher ou Kotcher
- Mîran
- Siyanî
- Spêrtî

### Région duBehdinan
- Barzani
- Bacelanî (ou Bajalan)
- Bradost
- Gergerî (tribu en majorité yézidie)
- Rêkanî
- Sindî
- Sûrçî (ou Sorçî)
- Xoşnav
- Zebarî

### Région deÇewlîk(Bingöl)
- Abdalan
- Botiyan (tribu qui serait originaire du Bohtan)
- Cibirî ou Cîbran

### Région deDêrsim
- Alan
- Bakthyar
- Kurgan

### Région deKermanchah
- Celîlavend (ou Jalilavand)
- Ferozkohi
- Kalhor
- Kakewen (ou Kakavand)
- Shabankara

### Région duLorîstan, des Germiyan, du Lekîstan et de Hewraman[10]
- Ali Sherwan
- Dilfan
- Erdalanî
- Feylî
- Lak
- Mangur
- Sencabî (ou Sanjâbi)
- Zand, Zandî ou Zendî

### Région deMêrdîn(Qamichliinclus)
- Çelebî
- Hêverkan (confédération de 24 tribus, aussi bien de confession musulmane sunnite que yézidi et chrétienne, originaires de Midyat)
- Milan (confédération de tribus)
- Omerî
- Torî (ensemble de plusieurs tribus originaires de la Torê ou Tur Abdin, région de Mêrdîn)

### Région de Serhat
- Jalali (Djelalî, ou Celalî)
- Gravî
- Shekak, ou Shikakî (exclusivement du côté iranien)
- Zîlan

### Région deSoran
- Ako
- Badjwan
- Barzanji
- Caf (ou Jaf, ou Djaf)
- Gewirk
- Kakaï
- Merzanî
- Sarlî

### Région deUrfa
- Bucak
- Milan (confédération de tribus)
- Mîrdês

### Région desZagros
- Begzade
- Dirî
- Doskî
- Gêrdî
- Herki
- Oremarî
- Pinyanişî

### Région duKhorassan
- Qahramanlû
- Sewkanlû
- Şadlû
- Topkanlû
- Zafaranlu (ou Zaferanlû)

### Azerbaïdjan
- Bavali (ou Babalî)
- Sheylanli (ou Şeylanlî)